# شهرک ولی‌عصر (مرودشت)
شهرک ولی‌عصر روستایی از توابع بخش مرکزی شهرستان مرودشت در استان فارس ایران است.

## جمعیت
این روستا در دهستان کناره قرار دارد و براساس سرشماری مرکز آمار ایران در سال ۱۳۸۵، جمعیت آن ۱٬۲۷۹ نفر (۳۴۱خانوار) بوده‌است.